# Pedro Joaquín Chamorro y Alfaro

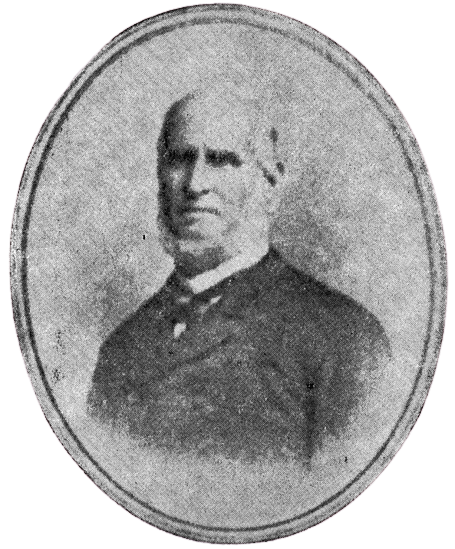
Pedro Joaquín Chamorro y Alfaro

Pedro Joaquín Chamorro y Alfaro (* 21. Juni 1818 in Granada; † 7. Juni 1890 ebenda) war Präsident von Nicaragua zwischen 1875 und 1879.

## Leben
1854 war er Bürgermeister von Granada und beteiligte sich an der Verteidigung der Stadt gegen William Walker.
1862 war er Senator für das Departement Granada und 1869 wurde er Mitglied des Regierungskabinetts.
Als Präsident von 1875 bis 1879 verteidigte er konservative und traditionalistische Positionen. 
Er spielte eine zentrale Rolle in der Eisenstuck-Affäre. Bei dem zweiten Zwischenfall jener deutsch-nicaraguanischen Affäre am 29. November 1876 in Chinandega war er zufällig in der Stadt anwesend. Ein Besuch mit der Honorarkonsulfamilie verlief "kalt" und "recht unfreundlich".